# Орден народног ослобођења
Орден народног ослобођења (словен. Red ljudske osvoboditve; мкд. Орден на народното ослободување) било је одликовање Социјалистичке Федеративне Републике Југославије, пето у важносном реду југословенских одликовања.
Установио га је Врховни командант НОВ и ПОЈ Јосип Броз Тито, 15. августа 1943. године Указом о одликовањима у Народноослободилачкој војсци Југославије.
Орден је био одликовање за грађанске заслуге, а додељивало се за „истакнуте заслуге у организовању и руковођењу Устанком и стварању и развијању Социјалистичке Федеративне Републике Југославије“. Орден је дизајнирао вајар Антун Аугустинчић 1945. године. Као и сва прва одликовања СФРЈ и ово одликовање се најпре израђивано у Совјетском Савезу, а касније у загребачкој фабрици „ИКОМ“. Изглед знака Ордена народног ослобођења измењен је крајем 1945. године. Одустало се од овалне форме која се носила о врпци на грудима и која је израђивана у Совјетском Савезу у корист стилизоване двоструке звезде петокраке, димензија 48 х 50 mm која се, причвршћена шрафом и матицом носила на левој страни груди, самостално. Средишњи медаљон, урађен у рељефу представља персонификацију побуњених грађана свих узраста и професија, уоквирен је класјима жита, са црвеном петокраком у горњем левом крају и дворедим, латиничним натписом „народно ослобођење” у дну овала. 
Овим одликовањем одликовано је 262 особа. Револуционар Никола Груловић је био једина особа, два пута одликована овим орденом. Међу носиоцима одликовања налази се и 21 страни држављанин, којима је ово одликовање додељивано у периоду од 1945. до 1947. године.

## Видите још
- Списак одликованих Орденом народног ослобођења